# Cornus austrosinensis
Cornus austrosinensis — вид квіткових рослин із родини деренових (Cornaceae). Поширений у Китаї. Це дерево чи кущ 3–6 метрів заввишки; листки майже голі; пелюстки білі; кістянки чорні.

## Морфологічна характеристика
Це невелике дерево чи кущ 3–6 метрів заввишки. Молоді гілочки рідко запушені тонкими білими трихомами; старі гілки жовтувато-коричневі, з довгастими сочевичками. Листки супротивні, рідко чергові; листкова пластинка видовжено-еліптична, 4–8 × 2–4 см, абаксіально (низ) майже гола, край злегка загорнутий, верхівка коротко загострена. Суцвіття 5–6 см у діаметрі, слабо запушені. Квітки білі, ≈ 7 мм; зубці чашечки гостро-трикутні, ≈ 0.3 мм; пелюстки ланцетні, ≈ 3.6 мм; тичинки трохи довші за пелюстки. Кістянки чорні при зрілості, кулясті, ≈ 5 мм у діаметрі; кісточка вертикально стисло кулясті, ≈ 4 × 3 мм.

## Середовище проживання
Південний схід Китаю (Гуандун, Гуансі, Гуйчжоу, Хунань). Населяє гущавини; на висотах ≈ 2500 метрів.